# 塞拉利昂内战
塞拉利昂内战（英語：又称钻石战争）始于1991年，由福迪·桑科领导下的革命联合阵线（联阵）联合查爾斯·泰勒的利比里亚民族爱国阵线发动，旨在推翻时任总统约瑟夫·莫莫。莫莫政府虽然在1992年被成功推翻，但战争仍胶着地继续进行且长达11年。战争造成5万人死亡并导致超过200万人（超过塞拉利昂三分之一人口）流离失所。邻近国家成为了接待因躲避战争而产生的大批难民的地方。战争于2002年1月18日正式宣布结束。
战争初期，联阵控制了塞拉利昂东部和南部的大片地區，而这些区域正是該國钻石的出產地。政府的腐败和钻石生产的分裂实际上促成了1992年全国临时执政委员会（National Provisional Ruling Council）的军事政变，施特拉塞尔担任国家元首。1993年年底，塞拉利昂军成功地将叛军推至利比里亚边境，但不久后联阵在休整后将战斗继续。1995年，一家名为行动后果（Executive Outcomes）的南非军事公司，被雇佣来与联阵对抗。一个民选政府在1996年3月成立，并使联阵签署和平协议。